# Live in Europe 1993
Live in Europe 1993 (алтернативно заглавие: "On Tour MCMXCIII) е концертен бокс-сет, съдържащ два концерта на британската хардрок група Deep Purple, записани през 1993 г. Първия запис е от 16 октомври, от Schleyerhalle, Щутгарт, Германия. Втория от National Exhibition Centre, Бирмингам, Англия от 9 ноември.

### От Schleyer Halle

#### Диск 1
1. Highway Star – 7:20
2. "Black Night" – 6:15
3. Talk About Love – 4:22
4. A Twist in the Tale – 4:37 (Гилън, Блекмор, Глоувър)
5. "Perfect Strangers" – 6:56 (Гилън, Блекмор, Глоувър)
6. The Mule – 2:19
7. Beethoven's Ninth – 8:08 (Лудвиг ван Бетховен)
8. Knocking at Your Back Door – 9:40 (Гилън, Блекмор, Глоувър)
9. Anyone's Daughter – 4:16

#### Диск 2
1. Child in Time – 11:09
2. Anya – 12:14 (Гилън, Блекмор, Глоувър, Лорд)
3. The Battle Rages On – 6:37 (Гилън, Блекмор, Глоувър, Лорд, Пейс)
4. Lazy – 8:55
5. In the Hall of the Mountain King – 1:54 (Едвард Грик)
6. Space Truckin' – 2:26
7. Woman from Tokyo – 2:08
8. Paint It, Black – 5:35 (Мик Джагър, Кийт Ричардс)
9. Speed King – 7:24
10. "Hush" – 3:32 (Джо Саут)
11. Smoke on the Water – 12:28

### От Бирмингам

#### Диск 1
1. Highway Star – 8:12
2. Black Night – 5:19
3. Talk About Love – 4:16
4. A Twist in the Tale – 4:37 (Гилън, Блекмор, Глоувър)
5. Perfect Strangers – 6:48 (Гилън, Блекмор, Глоувър)
6. Beethoven's Ninth – 2:51 (Лудвиг ван Бетховен)
7. "Jon's Keyboard Solo" – 6:13 (Лорд)
8. Knocking at Your Back Door – 8:48 (Гилън, Блекмор, Глоувър)
9. Anyone's Daughter – 3:47

#### Диск 2
1. Child in Time – 10:12
2. Anya – 7:16 (Гилън, Блекмор, Глоувър, Лорд)
3. The Battle Rages On – 6:23 (Гилън, Блекмор, Глоувър, Пейс)
4. Lazy – 7:21
5. Drum Solo – 2:42 (Пейс)
6. Space Truckin' – 2:22
7. Woman from Tokyo – 7:04
8. Paint It, Black – 3:22 (Джагър, Ричардс)
9. "Hush/Smoke on the Water" – 9:41 (Саут)/ (Гилън, Блекмор, Глоувър, Лорд, Пейс)

## Състав
- Иън Гилън – вокал
- Ричи Блекмор – китара
- Роджър Глоувър – бас
- Джон Лорд – китара
- Иън Пейс – барабани